# Silvano Hrelja
Silvano Hrelja, hrvaški politik, * 14. marec 1958, Hreljini pri Žminju, SR Hrvaška, SFRJ
Hrelja je vodja hrvaške stranke upokojencev (HSU) od leta 2008 in poslanec v hrvaškem parlamentu v imenu VIII. volilnega okraja od leta 2003, izvoljen pa je bil na parlamentarnih volitvah 2003, 2007, 2011 in 2015.